# Mercedes-Benz Group
Mercedes-Benz Group AG är en tysk fordonstillverkare med huvudkontor i Stuttgart. Under åren 1998–2007 var koncernens namn DaimlerChrysler.
Företaget bildades 1998 genom en sammanslagningen av amerikanska Chrysler Corporation och tyska Daimler-Benz AG. DaimlerChrysler var då en av världens största biltillverkare. I maj 2007 såldes Chryslerenheten, inklusive Jeep och Dodge, till Cerberus Capital Management. I samband med detta byttes namnet DaimlerChrysler till Daimler AG i oktober 2007.

## Historik
DaimlerChrysler hade sitt ursprung i Daimler-Benz och Chrysler, som båda två har långa traditioner inom fordonsindustrin. Nedan följer en redogörelse för koncernernas historia fram till 1998 som enskilda bolag och därefter som DaimlerChrysler och slutligen Daimler AG. De samordningsvinster som man förväntade sig uteblev, och delar av koncernen, till exempel Mitsubishi och Smart, har haft stora lönsamhetsproblem. 

### Daimler-Benz
År 1886 konstruerade Gottlieb Daimler och Carl Benz sina första bilar oberoende av varandra. Deras företag, Daimler-Motoren-Gesellschaft respektive Benz & Cie., gick samman 1926 under namnet Daimler-Benz. Daimler-Benz, med märket Mercedes-Benz, växte till en av Tysklands största biltillverkare. 
Under 1960-talet lade koncernen under sig andra tillverkare som till exempel Hanomag-Henschel och kunde utöka sina fabriker med bl a tillverkning i Hamburg och Bremen. Daimler-Benz valde samtidigt att sälja DKW (senare namnändrat till Audi) till Volkswagen. År 1959 misslyckades planerna på att ta över BMW. År 1977 mördades Daimler-Benz styrelseordförande Hanns-Martin Schleyer av Röda armé-fraktionen.
Edzard Reuter ledde företaget från 1987 och Daimler-Benz breddade verksamheten kraftigt genom uppköp av bland annat Fokker, MTU, MBB och AEG. Visionen var att skapa en teknologikoncern som skulle finnas med överallt – till land, till havs, i luften och i rymden.
År 1995 tog Jürgen Schrempp över som chef för Daimler-Benz och han låg bakom en av bilvärldens största fusioner i samband med att Daimler-Benz och Chrysler gick samman 1998. Samtidigt gav koncernen upp diversifieringen och sålde av delar som inte hörde till kärnverksamheten. År 2000 såldes MBB till EADS.

### Chrysler
Chrysler Corporation var under 1900-talet en av USA:s tre dominerande tillverkare vid sidan av General Motors och Ford. 
Under 1980-talet stod företaget på ruinens brant, men under Lee Iacocca vände utvecklingen och företaget blev en vinstmaskin. Chrysler hade stora framgångar med sin Chrysler Voyager-modell som firade framgångar som en av de första familjeminibussarna, så kallade vans. Chrysler hade då haft kostsamma Europa-satsningar genom Chrysler Europe som köpt upp Simca och Rootes-koncernen.
År 1987 blev Jeep en del av Chrysler i och med Chryslers uppköp av American Motors Corporation.

### DaimlerChrysler (1998–2007)

Vid 1998 års fusion mellan företagen underströks att det handlade om en fusion mellan två jämlika (Merger of Equals – Fusion unter Gleichen). Företaget valde också att till en början ha två huvudkontor – ett i Auburn Hills och ett i Stuttgart. Dock tog Mercedes-Benz-delen av företaget i praktiken över styrningen. Huvudkontoret låg i Stuttgart, Tyskland.

### Daimler AG
Chryslerenheten hade stora ekonomiska problem och i maj 2007 såldes Chrysler till Cerberus efter flera års spekulationer om att koncernen skulle splittras. Vid en extrastämma 4 oktober 2007 fattades beslut om att döpa om koncernen till Daimler AG. Dieter Zetsche meddelade samtidigt att man köpt namnrättigheterna till namnet Daimler från Ford Motor Company för användning som företagsnamn. Rättigheterna att tillverka bilar under namnet Daimler innehas sedan 2008 dock av indiska Tata Motors.
En av koncernens storägare är sedan mars 2009 Abu Dhabi-baserade Aabar Investment.

## Koncerndelar

### Mercedes-Benz Cars
- Mercedes-Benz (inklusive AMG)
- Smart
- Maybach

### Daimler Trucks
Truck Group Europe
- Freightliner
- Sterling Trucks
- Western Star
- Setra (EvoBus)
- Fuso
- Mercedes-Benz Bussar (EvoBus)
- Mercedes-Benz Lastbilar
- Unimog

Truck Group Asia
- Fuso

- Detroit Diesel: Dieselmotorer

### Finans
- Daimler Financial Services
- Mercedes-Benz Bank
- Daimler Truck Financial

## Aktieinnehav i andra bolag
- 37,1 % Mitsubishi Motors Corporation
- 30,2 % EADS, moderbolag till Airbus
- 43    % Mitsubishi Fuso Truck and Bus Corporation
- Freightliner

DaimlerChrysler sålde sina aktier i följande bolag: 
- 10,5 % Hyundai – köpta 2000–2001 för 572 miljoner dollar, sålda i augusti 2004 för 900 miljoner dollar.